# Fakulteta za elektrotehniko v Ljubljani
Fakulteta za elektrotehniko Univerze v Ljubljani (kratica UL FE) je redna članica Univerze v Ljubljani. Ustanovljena je bila leta 1919 v okviru Tehniške fakultete. Je izobraževalni in znanstvenoraziskovalni zavod, katerega glavno poslanstvo je vzgoja elektrotehniških strokovnjakov.
Od 1. septembra 2023 je njen dekan Marko Topič.

## Zgodovina
Začetek fakultete je bil 19. maja 1919 na tedanji Državni obrtni šoli na Aškerčevi cesti v Ljubljani. Jeseni 1921 so dogradili novo poslopje za potrebe Tehniške fakultete, tako imenovana Stara tehnika, na kateri so leta 1925 diplomirali že prvi štirje inženirji elektrotehnike.
Med drugo svetovno vojno je pedagoško in znanstveno delo na oddelku za elektrotehniko skoraj zamrlo, a se je jeseni 1945 pedagoško in raziskovalno delo nadaljevalo. Zaradi naraščanja števila študentov, so leta 1958 dogradili veliko predavalnico ob Tržaški cesti v Ljubljani, leta 1964 ob njej sodobno stavbo za energetiko ter leta 1972 prizidek k stavbi na Tržaški cesti.
Fakulteta za elektrotehniko je kot prva na Univerzi v Ljubljani že leta 1961 začela z razvojem podiplomskega študija na oddelku za splošno elektrotehniko. Leta 1988 se je Fakulteta preimenovala v Fakulteto za elektrotehniko in računalništvo in delovala pod tem imenom do leta 1996, ko je bila razdružena v Fakulteto za elektrotehniko in Fakulteto za računalništvo in informatiko.

## Organiziranost fakultete
Fakulteta za elektrotehniko izvaja svojo dejavnost v organizacijskih enotah in podenotah. Organizacijske enote Fakultete so: katedre z laboratoriji in tajništvo.
Katedra je oblika strokovnega povezovanja in usklajevanja učiteljev, znanstvenih delavcev in sodelavcev Fakultete na področju enega ali več področij na vseh stopnjah izobraževanja, ki potekajo na Fakulteti. V okviru katedre so samostojne organizacijske enote laboratoriji, kjer poteka pedagoško, raziskovalno, razvojno in strokovno delo. Na Fakulteti je 9 kateder in 32 laboratorijev.

### Seznam kateder z laboratoriji
- I. Katedra za osnove elektrotehnike, matematiko in fiziko
  - Laboratorij za bioelektromagnetiko
  - Laboratorij za fiziko
  - Laboratorij za osnove elektrotehnike in elektromagnetiko
  - Laboratorij za uporabno matematiko in statistiko
  - Skupina za nano in biotehnološke aplikacije

- II. Katedra za elektroenergetske sisteme in naprave
  - Laboratorij za električna omrežja in naprave
  - Laboratorij za elektroenergetske sisteme
  - Laboratorij za energetske strategije
  - Laboratorij za preskrbo z električno energijo
  - Laboratorij za razsvetljavo in fotometrijo

- III. Katedra za elektroniko
  - Laboratorij za aplikativno elektroniko
  - Laboratorij za fotovoltaiko in optoelektroniko
  - Laboratorij za mikrosenzorske strukture in elektroniko
  - Laboratorij za polprevodniško elektroniko
  - Laboratorij za računalniške metode v elektroniki
  - Laboratorij za načrtovanje integriranih vezij
  - Laboratorij za razvoj materialov

- IV. Katedra za merjenja in robotiko
  - Laboratorij za metrologijo in kakovost
  - Laboratorij za robotiko

- V. Katedra za mikroelektronske tehnologije
  - Laboratorij za mikroelektroniko

- VI. Katedra za mehatroniko
  - Laboratorij za električne stroje
  - Laboratorij za elektromotorske pogone
  - Laboratorij za regulacijsko tehniko in močnostno elektroniko

- VII. Katedra za sisteme, avtomatiko in kibernetiko
  - Laboratorij za avtomatiko in kibernetiko
  - Laboratorij za strojno inteligenco

- VIII. Katedra za informacijske in komunikacijske tehnologije
  - Laboratorij za informacijske tehnologije
  - Laboratorij za multimedijo
  - Laboratorij za sevanje in optiko
  - Laboratorij za telekomunikacije
  - Laboratorij za uporabniku prilagojene komunikacije in ambientno inteligenco

- IX. Katedra za biomedicinsko tehniko
  - Laboratorij za biokibernetiko
  - Laboratorij za slikovne tehnologije

## Študijski programi
Fakulteta za elektrotehniko izvaja naslednje študijske programe:

### Dodiplomski študij - 1. stopnja
- Univerzitetni študijski program Elektrotehnika,
- Visokošolski strokovni študijski program Aplikativna elektrotehnika,
- Interdisciplinarni univerzitetni študijski program Multimedija.

### Podiplomski študij - 2. stopnja
- Podiplomski drugostopenjski študijski program Elektrotehnika,
- Podiplomski drugostopenjski študijski program Multimedija,
- Interdisciplinarni magistrski študijski program Uporabna statistika.

### Podiplomski študij - 3. stopnja
- Doktorski študijski program Elektrotehnika,
- Interdisciplinarni doktorski študijski program Bioznanosti s področja Nanoznanosti,
- Interdisciplinarni doktorski študijski program Statistika s področja Tehniška statistika.

## Nagrade in priznanja
- 2008: Valvasorjevo častno priznanje za sodelovanje med fakulteto in Tehniškim muzejem Slovenije pri organizaciji tradicionalne prireditve Dnevi elektrotehnike[1]